# 1636 aux échecs
| Années des échecs : 1633 - 1634 - 1635 - 1636 - 1637 - 1638 - 1639    |
| Décennies des échecs : 1600 - 1610 - 1620 - 1630 - 1640 - 1650 - 1660 |

Cet article présente les faits marquants de l'année 1636 aux échecs.

## Naissances
- 29 juin : Thomas Hyde, auteur de De Ludis Orientalibus (1694, traduit en 1994 sous le titre Chess, its origin)[1].